# Lioudmila Naroussova
Lioudmila Naroussova née à Briansk le 2 mai 1951 est une femme politique russe. Elle a représenté la république de Touva au Conseil de la fédération puis, entre 2010 et 2012, l'oblast de Briansk.